# Gunung Kendang
Gunung Kendang är ett berg i Indonesien.   Det ligger i provinsen Jawa Barat, i den västra delen av landet, 150 km sydost om huvudstaden Jakarta. Toppen på Gunung Kendang är 2 617 meter över havet, eller 515 meter över den omgivande terrängen. Bredden vid basen är 8,1 km.
Terrängen runt Gunung Kendang är kuperad åt nordväst, men åt sydost är den bergig.Runt Gunung Kendang är det mycket tätbefolkat, med 1 573 invånare per kvadratkilometer. Närmaste större samhälle är Paseh, 17,0 km norr om Gunung Kendang. I omgivningarna runt Gunung Kendang växer i huvudsak städsegrön lövskog.